# Ольга Бурковецька
Ольга Бурковецька (нар. 3 травня 1975, Алмати, Казахська РСР) — радянська та казахська футболістка, півзахисниця.

## Життєпис
Першою футбольною командою була «Грація», в якій відіграла 4 сезони і яка згодом стала ЦСК ВПС, без урахування 6-місячної оренди в карагандинський «Олімп». У першому чемпіонаті СРСР 1990 року відзнаяилася своїм першим голом. У 1993 році повернулася на батьківщину до Казахстану – після декрету повернулася до футбольного клубу «Динамо-ЦСКА» (Алмати).

## Досягнення
ЦСК ВПС
- Чемпіонат Росії
  -  Срібний призер (1): 1992

«Динамо-ЦСКА»
- Чемпіонат Казахстану
  -  Чемпіон (1): 1995

- Клубний об'єднаний чемпіонат Центральної Азії[4]
  -  Чемпіон (1): 1996